# La Ballade de la balle élastique
La Ballade de la balle élastique (titre original : The Ballad of the Flexible Bullet) est un roman court de Stephen King paru en 1985 dans le recueil de nouvelles Brume mais ayant été publié pour la première fois en juin 1984 dans le Magazine of Fantasy & Science Fiction.

## Résumé
Lors d'une soirée organisée en l'honneur d'un jeune écrivain prometteur, son éditeur raconte l'histoire de Reg Thorpe, un écrivain qui est devenu fou et s'est suicidé. L'éditeur reçoit à la fin des années 1960 une nouvelle de Thorpe, intitulée La Ballade de la balle élastique et ayant pour thème la folie, qu'il considère comme un chef-d'œuvre. Les deux hommes commencent alors une correspondance et l'éditeur entre dans le jeu de Thorpe, qui souffre de plusieurs excentricités, la plus notable étant sa croyance dans les « Fornits », petites créatures apportant chance et créativité et dont l'une aurait élu domicile dans sa machine à écrire.
L'éditeur, qui a alors ses propres problèmes entre son alcoolisme et les difficultés financières de son magazine, commence lui aussi à développer sa propre lubie, une phobie des appareils et des ondes électriques. Après l'annonce par son patron que le magazine ne peut plus publier de fiction et, par conséquent, que la nouvelle de Thorpe ne sera pas publiée, il quitte son travail et continue de faire croire à Thorpe que son histoire va paraître. Il tente sans succès de faire acheter la nouvelle par d'autres magazines tout en s'enfonçant de plus en plus dans l'alcoolisme et la folie.
L'éditeur reçoit un message qui semble provenir de son propre Fornit et, dans un état second, envoie un télégramme à Thorpe l'avertissant que son Fornit est en grave danger. Thorpe surprend le fils de sa femme de ménage tirer dans sa machine à écrire avec un pistolet en plastique et tuer son Fornit. Il tente de tuer le garçon avant de se suicider. L'épouse de Thorpe raconte plus tard à l'éditeur, qui a alors commencé à remonter la pente, qu'elle a entendu les hurlements du Fornit et vu son sang gicler de la machine à écrire. L'éditeur termine son histoire, qui assimile la folie à une balle élastique capable de frapper d'autres personnes sur son passage, et le jeune écrivain commence à envisager l'existence des Fornits.  

## Analyse
Le thème principal de l'histoire est la folie et sa relation avec l'écriture, mais Stephen King évoque également une « métaphore de l'écriture » où l'écrivain donne à sa machine à écrire de la véritable nourriture et où ainsi « la lettre prend littéralement corps » avec un clavier couvert de restes de nourriture, l'auteur abordant ainsi ses relations avec son instrument de travail.

## Distinctions
La Ballade de la balle élastique a été nommée en 1985 au prix Locus du meilleur roman court, terminant à la 3e place, et au prix World Fantasy du meilleur roman court.